# Dolores (Cabañas)
Dolores è un comune del dipartimento di Cabañas, in El Salvador. Ha una popolazione de 3 290 abitanti nel 2013.